# Susila Anita Bonnerjee

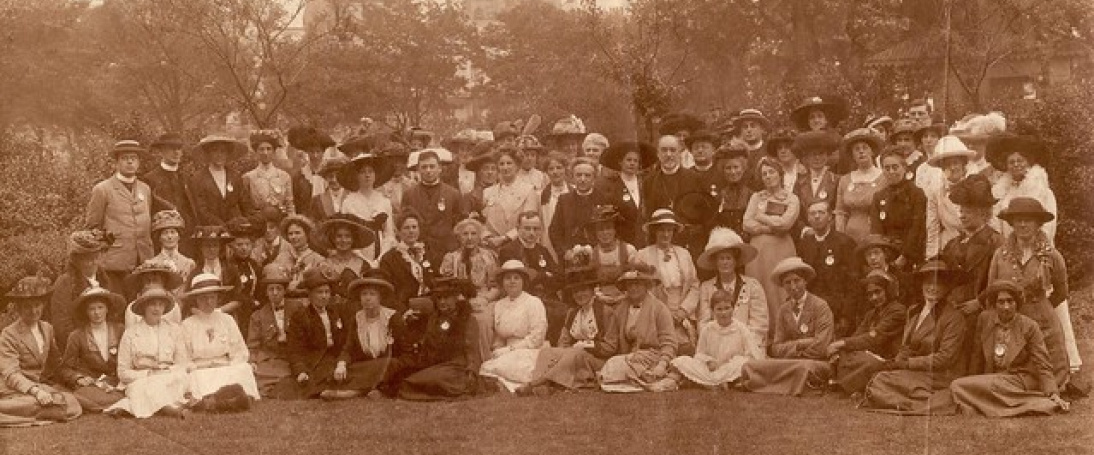
Assise troisième à partir de la gauche se trouve le Dr Susila Bonnerjee lors d'une réunion de la Ligue de l'Église pour le suffrage des femmes à Brighton, en 1913. Archives du Newnham College, Cambridge.

Susila Anita Bonnerjee née à Calcutta, morte le 25 septembre 1920 à Lahore est une médecin, éducatrice, suffragiste, militante pour l'éducation et la santé des femmes en Angleterre et en Inde.

## Biographie

### Enfance et éducation
Susila Anita Bonnerjee est née dans une fratrie de six enfants et grandit à Croydon, en Angleterre. Son père Womesh Chandra Bonnerjee est le fondateur et premier président du Congrès national indien. Susila Anita Bonnerjee fréquente le Newnham College de Cambridge, où elle étudie les sciences naturelles. Elle étudie ensuite la médecine à la London School of Medicine for Women et obtient son diplôme de MB en 1899. Elle fait partie d'un groupe de femmes indiennes dont Rukhmabai, Alice Sorabji et Merbai Vakil qui sont formées en médecine en Angleterre dans les années 1800, et retournent en Inde pour établir la profession médicale pour les femmes et ouvrir des établissements d'enseignement pour l'éducation des femmes.

### Carrière
Elle  exerce d'abord la médecine au Royal Free Hospital. Elle retourne dans sa maison familiale à Calcutta et à Delhi. Elle exerce la médecine au Cambridge Mission Hospital. Sa sœur Janaki écrit dans ses mémoires qu'elle est la seule médecin disponible lors d'une épidémie de peste et qu'elle en est très affectée. Elle souhaite établir son propre cabinet. Sa famille s'y oppose. Elle retourne à Cambridge en 1906, mais ne peut toujours pas s'installer professionnellement. Cette fois, elle fait face à des actes racistes et de harcèlement. Elle rejoint ensuite le laboratoire biologique Balfour du Newnham College. Elle mène des recherches et enseigne la physiologie aux étudiants des collèges Girton et Newnham.
En 1911, Susila Anita Bonnerjee est élue présidente d'Indian Women's Education Association. Elle est également active dans le mouvement suffragiste en Angleterre et en 1913, elle devint présidente de section de la Ligue ecclésiastique pour le suffrage des femmes à Ealing, en Angleterre. Pendant la Première Guerre mondiale, elle obtient un poste temporaire de chirurgienne à domicile dans un hôpital de Bristol. Elle continue à voyager entre l'Inde et l'Angleterre pour enseigner la médecine et collecter des fonds pour l'éducation des femmes jusqu'à sa mort en 1920.